# Манастир Свете Ане у Оршави
Манастир Свете Ане (рум. Mănăstirea Sfânta Ana) је манастир Румунске православне цркве који се налази у Оршави у југозападној Румунији.
Манастир је смештен на врху брда Деалу Мошулуј које доминира Оршавом. Женски је манастир и посвећен је Успенију Свете Ане које се прославља 25. јула.

## О манастиру
Манастир је подигао Памфил Шеикару, познати међуратни новинар који се као потпоручник 17. пешадијског пука борио у Првом светском рату на подручју Оршаве. У току рата преживео је експлозију гранате у његовој близини због чега је због захвалности Богу и у знак сећања на погинуле борце подигао манастир. Манастир је посвећен Светој Ани по имену мајке ктитора. Манастирска ктиторија је изграђена према пројекту букурештанског архитекте Штефана Петернелија. Памфил Шеикару је осим овог манастира заслужан и за подизања споменика победе у Марашештију као и још два споменика жртвама рата, у Француској и Украјини. Манастир је грађен у периоду од 1936. до 1939. године, а по завршетку радова није одмах освештан. Освештење је одбио тадашњи епископ Василе Лазареску уз образложење да епархија није дала сагласност и да није освештана локација манастира. Освећење манастира је одложено избијањем Другог светског рата, а потом и променом политичког режима.
Памфилова ктиторија у знак сећања на погинуле хероје у Првом светском рату је била у функцији до 1945. године, када је доласком комуниста претворена у ресторан, келије монахиња су претворене у смештајни објекат, а у цркви је била дискотека. После децембарске револуције 1989. године, имовина манастира је враћена ктиторовој породици и ктиторија је коначно добила првобитну намену. Манастир је 2. децембра 1990. освештао епископ Дамаскин Северињанул.
Изградњи манастира је претходила изградња приступног пута до манастира пробијањем кроз шуму у дужини од 1,5 километар који је назван Путом хероја. Првобитни манастирски комплекс чинила је црква брвнара са елементима традиционалног румунског стила заједно са келијама са обе стране манастирске цркве које са њом имају облик латиничног слова U. Касније је изграђен звоник са летњим олтаром и народна кухиња која данас функционише као Меморијални музеј Памфила Шеикаруа, библиотека, трпезарија и кројачка радионица.